# Weber (cràter)

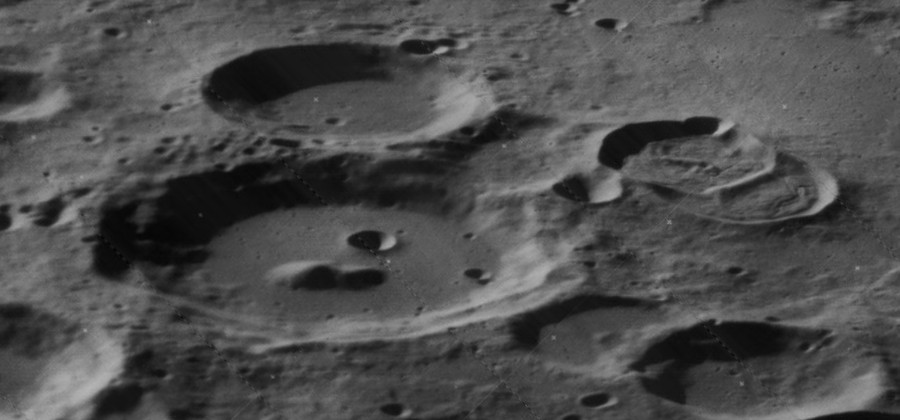
Imatge obliqua de la missió Lunar Orbiter 5, amb Weber a dalt a l'esquerra i Sarton a baix a l'esquerra, mirant a l'oest

Weber és un cràter d'impacte pertanyent a la cara oculta de la Lluna, per la qual cosa no es pot veure directament des de la superfície de la Terra. Aquest cràter està unit a la vora exterior nord-oest del cràter més gran Sarton. Al voltant de dos diàmetres al nord-oest es troba Kramers, un cràter molt erosionat.

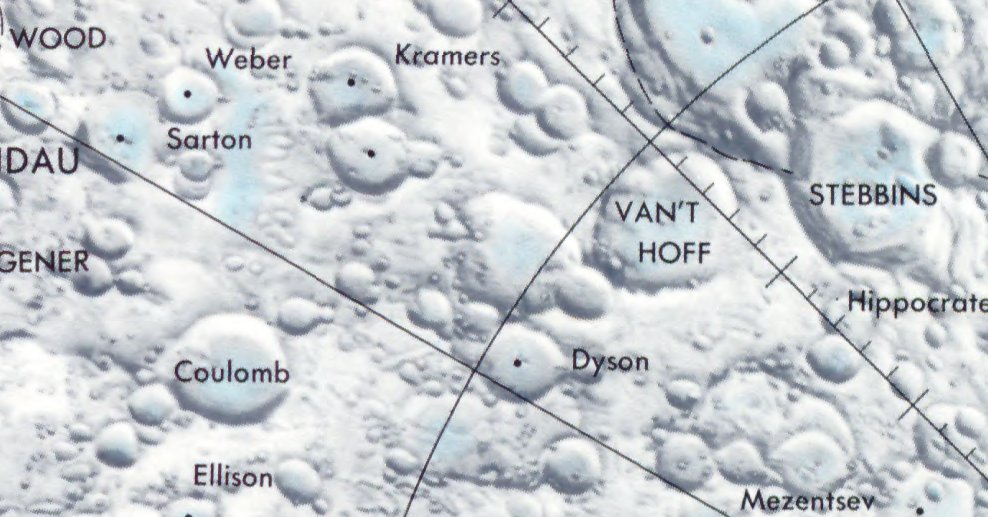
Localització de Weber (cantonada superior esquerra de la imatge)

Aquest cràter en forma de bol té una vora exterior gairebé circular, que roman ben definida i només ha estat danyada de forma marginal per impactes posteriors. Un d'ells és un petit cràter en forma de copa en la vora nord-oest. La vora comuna compartida amb Sarton és una mica més irregular, amb un parell de petits cràters en cada extrem de la unió. També presenta un ram de craterets minúsculs en l'exterior, situats al sud-sud-oest de Weber.
La paret interior de Weber conserva certa estructura, encara que el seu perfil s'ha arrodonit. Es localitzen seccions en forma de terrassa al sud-sud-est i les parets interiors del nord-oest. El sòl interior és gairebé pla i sense trets destacables, marcat tan sols per un altre petit cràter en el quadrant sud-est.
Weber es troba dins de la Conca Coulomb-Sarton, un cràter d'impacte de 530 km d'amplària del Període Prenectarià.